# 伊香保グリーン牧場

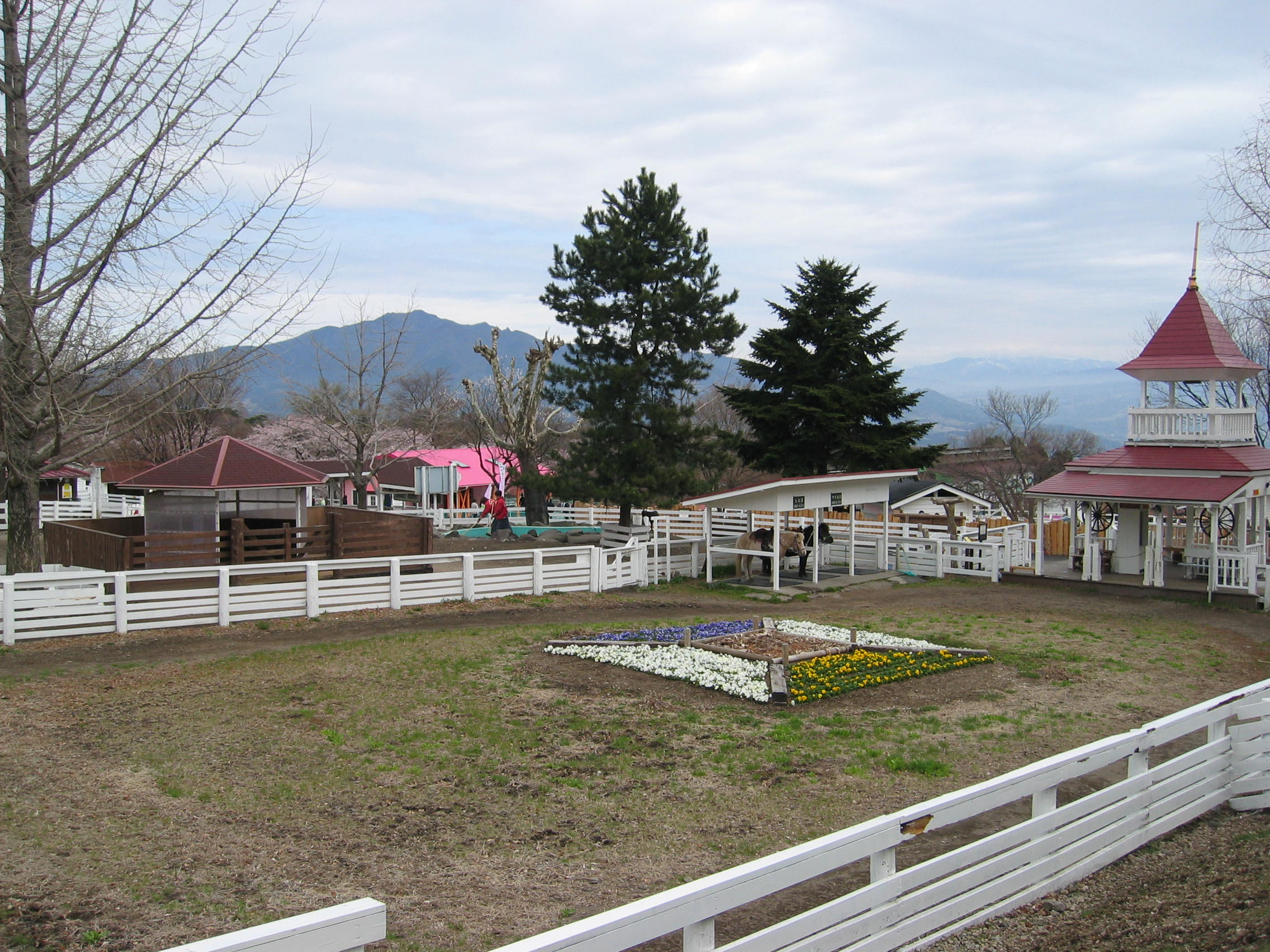
伊香保グリーン牧場

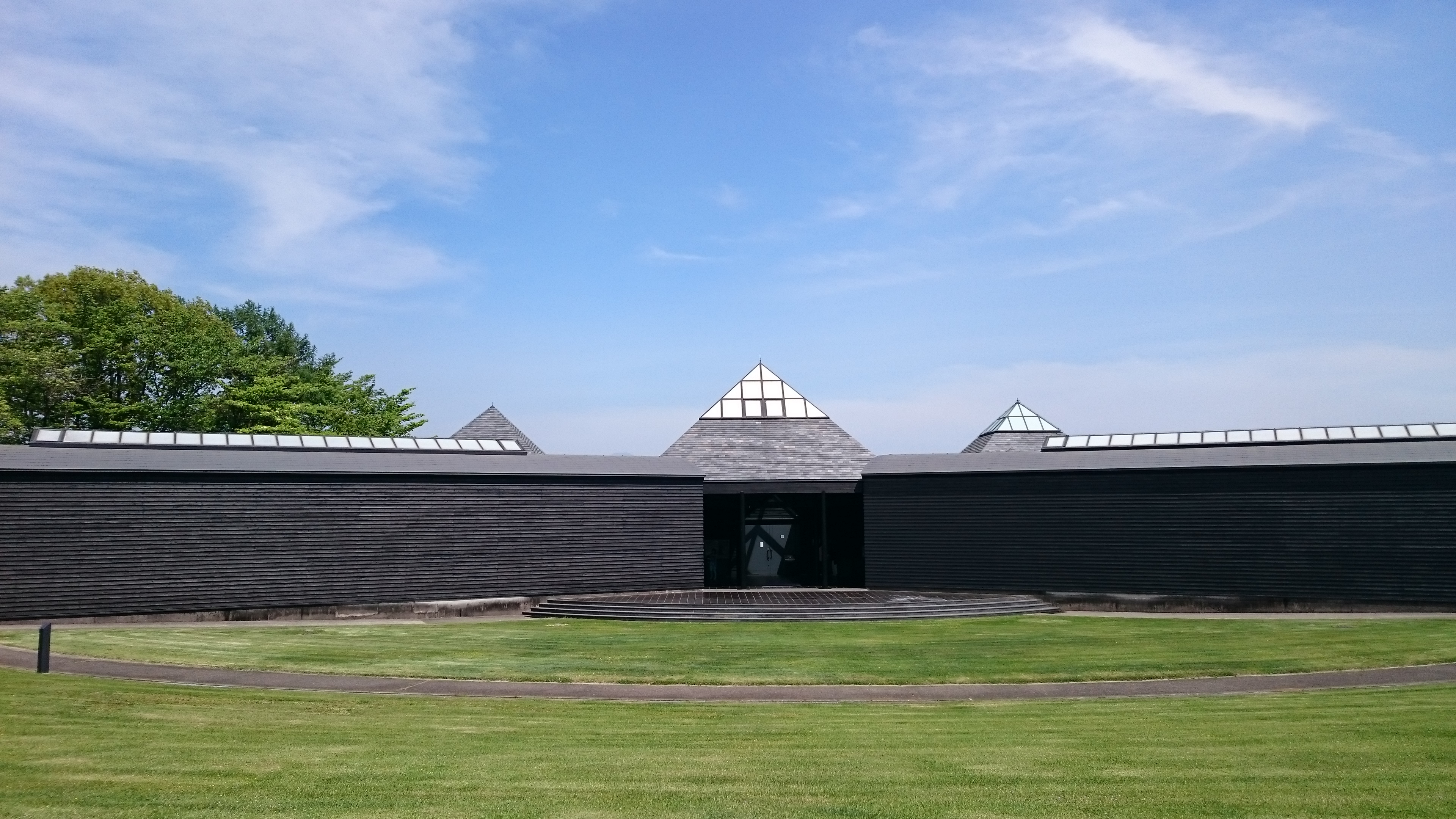
ハラ ミュージアム アーク

伊香保グリーン牧場（いかほグリーンぼくじょう）は、群馬県渋川市にある牧場。榛名山のふもとに位置する観光牧場で、1970年（昭和45年）10月に開業した。場内では動物とのふれあい、エサやり、乗馬などを体験できるほか、隣接する美術館の原美術館ARCでは現代アート、古美術が鑑賞できる。アーチェリー、パターゴルフもできる。伊香保温泉の温泉街にもほど近い。